# Erika Billeter
Pour les articles homonymes, voir Billeter.
Erika Billeter, née le 8 novembre 1927 à Cologne et morte le 12 août 2011 à Saint-Légier-La Chiésaz, est une historienne de l'art, critique d'art et directrice de musée vaudoise.

## Biographie
Erika Billeter obtient une licence en histoire de l'art dans sa ville natale. Elle poursuit ses études à Paris et à Bâle où elle décroche son doctorat.
Entre 1962 et 1968, elle est conservatrice au Kunstgewerbe-Museum de Zurich, puis au musée Bellerive de 1968 à 1975. Vice-directrice du Kunsthaus de Zurich jusqu'en 1981, elle prend alors la tête du musée cantonal des beaux-arts de Lausanne (1981-1991).
À Lausanne, la politique culturelle qu'elle mène est essentiellement placée sous le sceau de l’ouverture et des synergies nationales et internationales. Son activité suit deux axes principaux : le développement des collections patrimoniales par l'achat d'œuvres d'Ernest Biéler, de Gustave Buchet, d'Alice Bailly ou de Félix Vallotton, et le rayonnement du musée au moyen d'expositions temporaires consacrées à l'art contemporain, au terme desquelles entrent dans les collections des œuvres de jeunes artistes vaudois et étrangers auxquels elle a d'ailleurs consacré une série de cahiers, Regard sur le présent.
Coûteuses, ces expositions voyagent en Suisse et à l'étranger ; ainsi celle consacrée en 1984 aux Dessins de Joseph Beuys ira en France, en Autriche et jusqu'en Norvège, et celle consacrée en 1987 à Le Corbusier secret visitera neuf villes dont Mexico et Monterrey.
En 1988, elle prépare l'exposition réunissant 10 artistes suisses, à la Biennale d'art de Tokyo.
À côté de son activité au musée cantonal des beaux-arts, Erika Billeter collabore avec des musées allemands pour l'organisation d'expositions, notamment en 1987, la plus grande exposition d'art contemporain mexicain jamais montée en Allemagne et, en 1993, une autre consacrée à la peintre Frida Kahlo.
Passionnée par les rapports entre peinture, sculpture et photographie, Erika Billeter a encore publié des études sur des photographes sud-américains.
Elle a également enseigné entre 1988 et 1991 à l'Académie des arts picturaux à Vienne et dirigé l'Institut de l'art contemporain.

### Prix
Elle est distinguée pour son activité au service de la culture par le prix de l'État de Berne en 2000.

## Publications (sélection)
- Michel Sima. Ateliers d'artiste, Gand, éditions Snoeck, 2008  (ISBN 978-90-5349-677-0) Sur les photos que Michel Sima pris des artistes qu'il fréquentait.
- Hunde und ihre Maler : Zwischen Tizians Aristokraten und Picassos Gauklern, Berne, éditions Benteli, 2005  (ISBN 3-7165-1348-2)
- François Burland: im Reich von Mythos und Magie, Benteli, 2003 (ISBN 978-3-7165-1299-9)
- Viva la vida: Kuba - eine Begegnung in Bildern, Benteli, 2002 (ISBN 978-3-7165-1245-6)
- Essays zu Kunst und Fotografie von 1965 bis heute, avec une préface de Guido Magnaguagno, Wabern-Berne, éditions Benteli, 1999  (ISBN 978-3-7165-1150-3 et 3-7165-1150-1)
- Fotografie Lateinamerika : 1860-1993 ; canto a la realidad, Berne, éditions Benteli, 1994  (ISBN 3-7165-0941-8)

### Sources
- « Erika Billeter », sur la base de données des personnalités vaudoises sur la plateforme « Patrinum » de la Bibliothèque cantonale et universitaire de Lausanne.
- Chefs-d'œuvre du musée cantonal des beaux-arts Lausanne, regards sur 150 tableaux, Erika Billeter, Lausanne, 1989
- Musées cantonaux vaudois, Bulletin 1991, p. 16-17